# Polder Wörth/Jockgrim

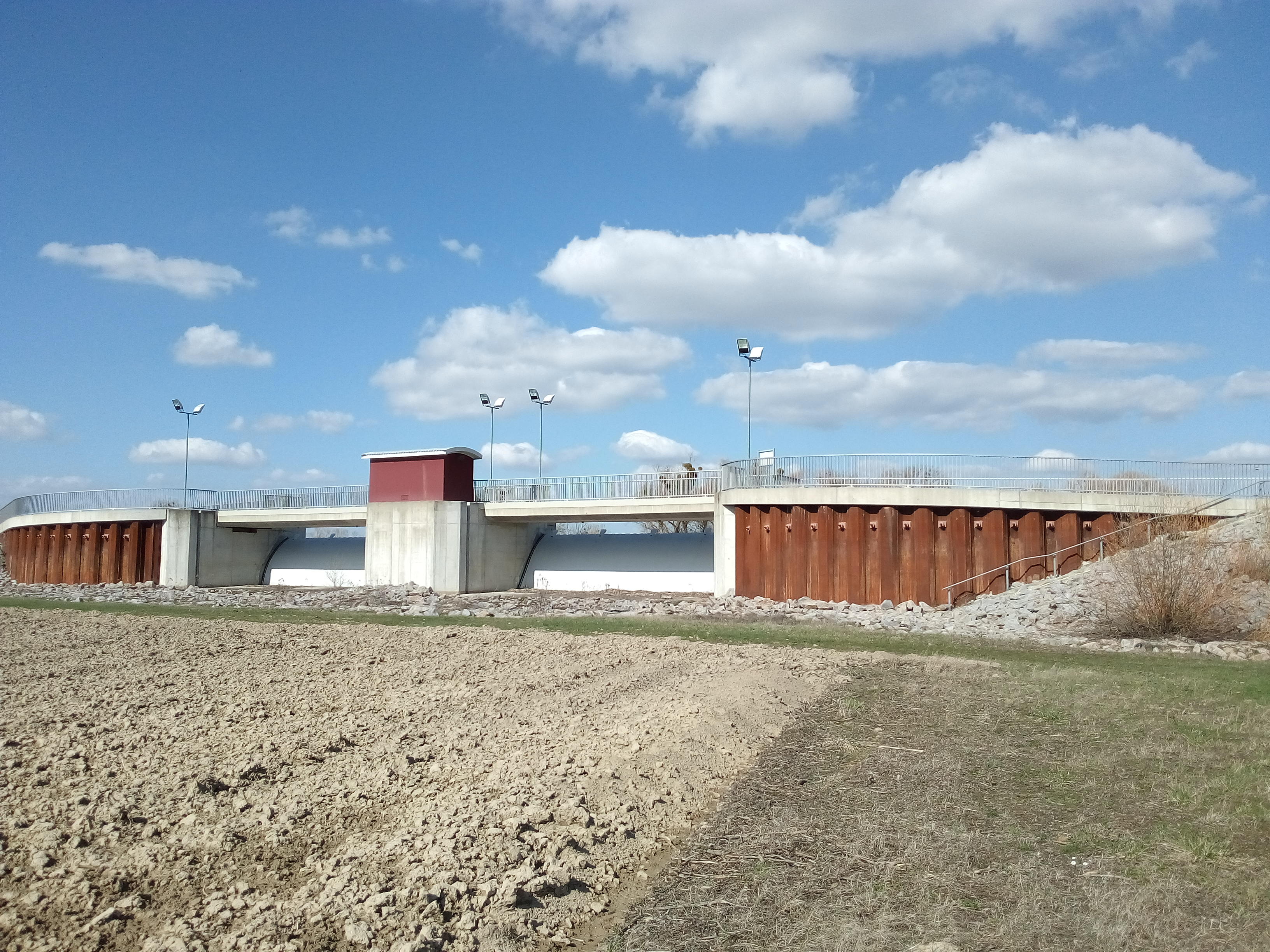
Polder Wörth/Jockgrim, Ein- und Auslassbauwerk

Der Polder Wörth/Jockgrim ist ein Rückhalteraum zum Schutz vor Hochwasser am Oberrhein bei Rheinkilometer 368. Er liegt im rheinland-pfälzischen Landkreis Germersheim auf der Gemarkung der Stadt Wörth sowie auf den Gemarkungen der Ortsgemeinden Jockgrim, Neupotz und Rheinzabern, die in der Verbandsgemeinde Jockgrim zusammengeschlossen sind.

## Polder und Deichrückverlegung
Der Rückhalteraum entstand als Teil des Integrierten Rheinprogramms, mit dem am Oberrhein der Schutz vor einem 200-jährlichen Hochwasser wiederhergestellt werden soll, der durch den Bau von Staustufen am südlichen Oberrhein und  die Eindeichung von Flussauen  verlorengegangen war.
Der Rückhalteraum Wörth/Jockgrim besteht aus einer Kombination von ungesteuerter Deichrückverlegung und gesteuertem Polder. Durch die Deichrückverlegung werden bei Rheinhochwasser 145 Hektar zusätzlich überflutet; dies entspricht einem Retentionsvolumen von bis zu 4,2 Millionen Kubikmeter. An das Gebiet der Deichrückverlegung schließt ein gesteuerter Polder mit einer Fläche von 303 Hektar und einem Retentionsvolumen von 13,85 Millionen Kubikmeter an. Ein neuer Rheinhauptdeich trennt den gesamten Rückhalteraum vom Binnenland; der Deich quert den Neupotzer Altrhein. Zwischen dem Polder und dem Gebiet der Deichrückverlegung wurde ein sogenannter Trenndeich errichtet. Der alte Rheinhauptdeich wurde im Bereich der Deichrückverlegung auf einer Länge von rund 800 Metern rückgebaut.
Die Flutung des gesteuerten Polders mit bis zu 220 Kubikmeter Wasser pro Sekunde erfolgt über ein Ein- und Auslassbauwerk im Trenndeich. Das Bauwerk hat zwei Fischbauchklappen, die 13,5 Meter breit und 3 Meter hoch sind.

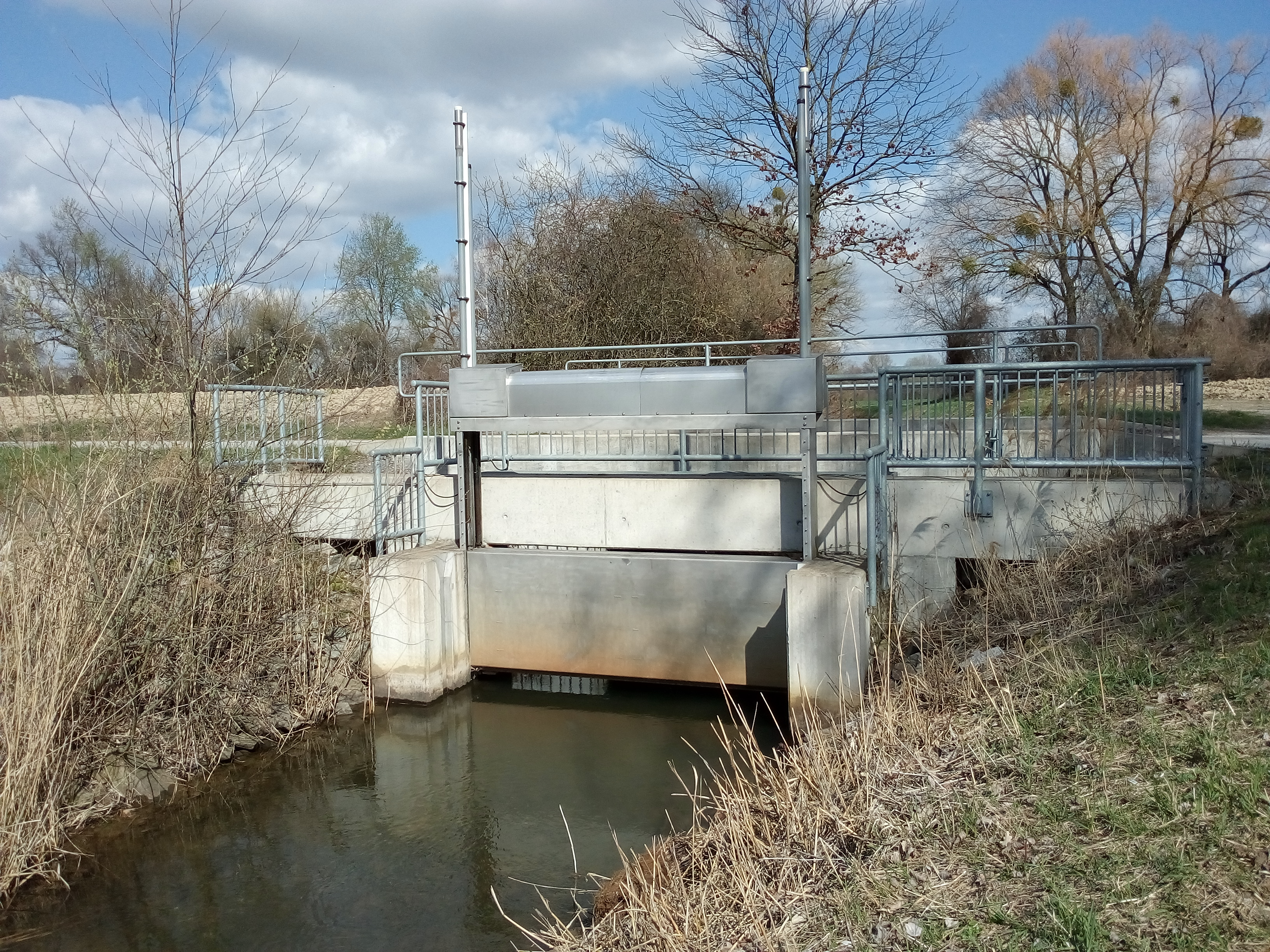
Schütz am Dohlgraben zur Trennung des Neupotzer Altrheins vom Otterbach

Um die Ortslage Neupotz vor einem Anstieg des Grundwassers zu schützen, entstand an der Querung des Neupotzer Altrheins durch den Rheinhauptdeich ein Schöpfwerk, das bei Betrieb des Polders Wasser aus dem eingedeichten Teil des Altrheins in den Polder pumpt. Wenn das Schöpfwerk in Betrieb ist, wird der Neupotzer Altrhein von seinem Vorfluter, dem Otterbach, durch ein Schütz im verbindenden Dohlgraben getrennt. Im neuen Rheinhauptdeich und im Trenndeich entstanden mehrere Siele – Durchlässe, die die Vorflut von Gräben und Gewässern sicherstellen.
Ziel des Einsatzes des Polders Wörth/Jockgrim war anfänglich eine möglichst große Minderung des Gesamtabflusses am Zusammenfluss von Rhein und Neckar im Raum Mannheim/Ludwigshafen. Da der Gesamtabfluss von der bei jedem Hochwasser individuellen Überlagerung von Rhein- und Neckarabfluss abhängt, erfolgte die Steuerung über den Pegel Worms unterhalb der Neckarmündung. Der Polder sollte eingesetzt werden, wenn in Worms ein Abfluss über 5300 Kubikmeter je Sekunde zu erwarten ist, was im langjährigen Mittel ungefähr alle 20 Jahre eintritt. Eine Feinsteuerung des Polders erfolgt nicht, da sich zwischen dem Polder und der Neckarmündung rund 80 Quadratkilometer Überflutungsfläche befinden, die eine Verformung der Hochwasserwelle bewirken. Im Einsatzfall wird das Ein- und Auslassbauwerk komplett geöffnet und nach dem Durchlaufen der Hochwasserwelle erst dann geschlossen, wenn die Sohle des Bauwerks trockengefallen ist.
Nach dem 2020 gültigen Reglement werden auch die Wasserstände im Raum Karlsruhe berücksichtigt. Der Polder Wörth/Jockgrim soll eingesetzt werden, wenn eines der folgenden drei Kriterien erfüllt ist:
1. Der Abfluss am Pegel Maxau liegt über 4200 Kubikmeter je Sekunde und der Neckarabfluss in Heidelberg liegt über 2150 Kubikmeter je Sekunde.
2. Der Abfluss am Pegel Maxau übersteigt 5000 Kubikmeter je Sekunde.
3. Der Abfluss am Pegel Worms ist höher als 5200 Kubikmeter je Sekunde.[2]

## Planung, Bürgerbeteiligung und Bau
Das Planfeststellungsverfahren wurde 1999 durch die Struktur- und Genehmigungsdirektion Süd (SGD Süd) eingeleitet. Rasch bildete sich die Bürgerinitiative Kein Polder Neupotz, die unter anderem durch Demonstrationen den Polderbau zu verhindern suchte. Beim Erörterungstermin im November 2000 wurden 264 Einwendungen erhoben. Landwirte, aber auch die Ortsgemeinde Neupotz, erhoben Klage gegen den Planfeststellungsbeschluss. Bemängelt wurde unter anderem eine unzureichende Berücksichtigung der Interessen der Landwirtschaft; gefordert wurde eine weitere Untersuchung möglicher Alternativstandorte. Die Klage wurde 2003 vom Verwaltungsgericht Neustadt an der Weinstraße und 2004 vom Oberverwaltungsgericht Koblenz abgewiesen. 
Nachdem die SGD Süd Angebote zu einer weitergehenden Bürgerbeteiligung in Form eines Bürgerforums gemacht hatte, zog die Ortsgemeinde ihre beim Bundesverwaltungsgericht in Leipzig anhängige Klage zurück. Als akzeptanzfördernde Maßnahme finanzierte das Land das Haus Leben am Strom, ein Informationszentrum zu Rheinauen und Hochwasserschutz in der Ortsmitte von Neupotz. Planungen wurden nach Wünschen der Gemeinde geändert. Eine Baustraße wurde dauerhaft erhalten, um Neupotz vom Lastwagenverkehr zu den Baggerseen zu entlasten. Der Abbau von Kies wurde auf einer Teilfläche des gesteuerten Polders konzentriert, was den Besitz dortiger Grundstücke attraktiv macht. Strittig blieb die Unterteilung in gesteuerten und ungesteuerten Polder. Während aus Sicht des Naturschutzes ein möglichst großer ungesteuerter Bereich anzustreben ist, wird dies seitens der Landwirtschaft wegen der Nutzungseinschränkungen abgelehnt.
Die Hochwasserrückhaltung Wörth/Jockgrim wurde zwischen November 2005 und Mai 2013 erbaut. Die Kosten von 50 Millionen Euro wurden von Rheinland-Pfalz (40 Prozent), der Bundesrepublik Deutschland (40 Prozent) und Hessen (20 Prozent) als Unterlieger getragen. Weitere Mittel stammten aus dem Europäischen Landwirtschaftsfonds für die Entwicklung des ländlichen Raums (ELER).
Im Januar 2018 wurde der ungesteuerte Teil der Hochwasserrückhaltung bei einem Rheinhochwasser erstmals überflutet. Dabei kam es durch Druckwasser zu entschädigungspflichtigen Schäden auf landwirtschaftlich genutzten Flächen im gesteuerten Polder.